# Millettia thollonii
Millettia thollonii är en ärtväxtart som beskrevs av Stephen Troyte Dunn. Millettia thollonii ingår i släktet Millettia och familjen ärtväxter. Inga underarter finns listade i Catalogue of Life.